# Yasuhikotakia
Yasuhikotakia is een geslacht van straalvinnige vissen uit de familie van de modderkruipers (Cobitidae).

## Soorten
- Yasuhikotakia caudipunctata (Taki & Doi, 1995)
- Yasuhikotakia eos (Taki, 1972)
- Yasuhikotakia lecontei (Fowler, 1937)
- Yasuhikotakia longidorsalis (Taki & Doi, 1995)
- Yasuhikotakia modesta (Bleeker, 1864)
- Yasuhikotakia morleti (Tirant, 1885)
- Yasuhikotakia nigrolineata (Kottelat & Chu, 1987)
- Yasuhikotakia sidthimunki (Klausewitz, 1959)
- Yasuhikotakia splendida (Roberts, 1995)